# Otto Mráz
Otto Mráz (5. února 1901, Smíchov – 1973) byl český fotbalista, útočník, reprezentant Československa.

## Sportovní kariéra
Za československou reprezentaci odehrál 31. srpna 1924 přátelské utkání s Rumunskem, které skončilo výhrou 4:1. Gól nedal. Hrál za Meteor VIII, SK Libeň a Čechii Karlín. V lize odehrál 63 zápasů a vstřelil 23 branek.

## Ligová bilance
| Ročník              | Zápasy | Góly | Klub             |
| ------------------- | ------ | ---- | ---------------- |
| 1928/29             | 7      | 0    | SK Libeň         |
| 1929/30             | 12     | 2    | SK Čechie Karlín |
| 1931/32             | 8      | 5    | SK Čechie Karlín |
| 1933/34             | -      | 10   | SK Čechie Karlín |
| Státní liga 1934/35 | -      | 6    | SK Čechie Karlín |
| CELKEM              | 63     | 23   |                  |